# Edge of the City
Edge of the City (bra: Um Homem Tem Três Metros de Altura) é um filme de drama noir americano de 1957, dirigido por Martin Ritt em sua estreia na direção e estrelado por John Cassavetes e Sidney Poitier. O roteiro de Robert Alan Aurthur foi ampliado a partir de seu roteiro original, encenado como o episódio final de Philco Television Playhouse, A Man Is Ten Feet Tall (1955), também apresentando Poitier.
O filme foi considerado incomum para sua época por retratar uma amizade inter-racial, e foi elogiado por representantes da NAACP, Liga Urbana, Comitê Judaico Americano e Conselho Inter-religioso por causa de seu retrato da irmandade racial.
Em 2023, o filme foi selecionado para preservação no National Film Registry dos Estados Unidos pela Biblioteca do Congresso como sendo "culturalmente, historicamente ou esteticamente significativo".

## Elenco

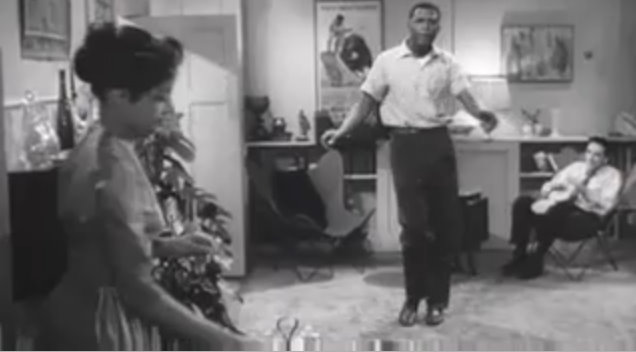
Ruby Dee, Sidney Poitier e John Cassavetes

- John Cassavetes como Axel Nordmann
- Sidney Poitier como Tommy Tyler
- Jack Warden como Charlie Malick
- Kathleen Maguire como Ellen Wilson
- Ruby Dee como Lucy Tyler
- Val Avery como irmão
- Robert F. Simon como George Nordmann (como Robert Simon)
- Ruth White como Katherine Nordmann
- William A. Lee como Davis
- John Kellogg como detetive
- David Clarke como Wallace
- Estelle Hemsley como Sra. Price
- Perry Greene como filho de Tommy e Lucy Tyler

## Produção

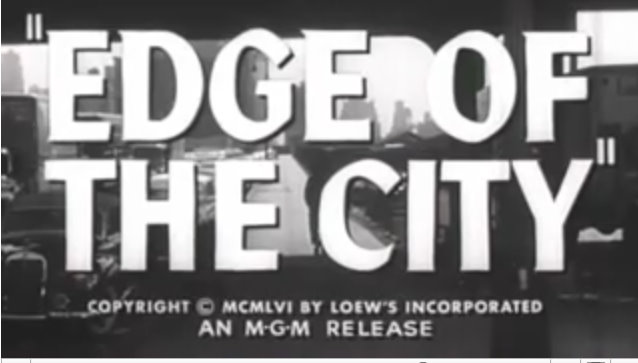
Cartão de título

A Metro-Goldwyn-Mayer orçou apenas US$ 500.000 para o filme porque se acreditava que seu conteúdo racial limitava sua comercialização no sul. Poitier recebeu US$ 15.000 pelo papel e recebeu seu primeiro papel de co-estrela. Embora essa quantia fosse considerada pequena para os padrões da indústria cinematográfica, foi a maior taxa que Poitier recebeu até então. Ritt, que estava na lista negra, recebeu apenas US$ 10.000. O filme foi rodado em locações em um pátio ferroviário em Manhattan e em St. Nicholas Terrace, no Harlem de Nova Iorque.
Poitier foi o único ator restante da versão para TV, na qual o personagem Jack Warden foi interpretado por Martin Balsam e o personagem Cassavetes foi interpretado por Don Murray. A versão para TV foi dirigida por Robert Mulligan. O roteiro foi totalmente reescrito para o filme.
A sequência do título de abertura e o pôster de lançamento nos cinemas foram desenhados por Saul Bass. A partitura foi composta, conduzida e orquestrada por Leonard Rosenman.

## Recepção

### Resposta crítica
O filme recebeu críticas positivas, com os críticos elogiando a incomum relação multirracial entre os personagens de Poitier e Cassavetes. Até então, os brancos eram normalmente representados em posições de autoridade. A revista Time observou que o personagem de Poitier “não é apenas o chefe do homem branco, mas é seu melhor amigo, e é sempre seu superior, possuindo maior inteligência, coragem, compreensão, cordialidade e adaptabilidade geral”. A Variety disse que o filme foi "um marco na história do cinema ao apresentar um negro americano." O London Sunday Times disse que o filme foi "esplendidamente dirigido" por Ritt.
O desempenho de Poitier recebeu críticas elogiosas, e o filme, junto com Sementes de Violência, ajudou a estabelecê-lo como "um dos poucos representantes estabelecidos em Hollywood para os negros americanos."
Cassavetes também foi aclamado por sua interpretação, que lembrava a de Marlon Brando em On the Waterfront (1954). O personagem Cassavetes se destacou por seu toque de homossexualidade, o que era incomum para a época. A Administração do Código de Produção Cinematográfica permitiu a insinuação, mas recomendou "um tratamento extremamente cuidadoso para evitar a suspeita de que ele possa ser homossexual."
O crítico de cinema do The New York Times, Bosley Crowther, chamou Edge of the City de um "pequeno filme ambicioso" e "às vezes próximo de algum tipo de articulação justa das complexidades da irmandade racial". Numa cena em que almoçam à beira do rio, "as atitudes dos jovens - o homem branco com terrores na mente e o negro com disposição cordial para ser tão generoso com sua amizade quanto com a comida - são rápida e incisivamente estabelecidas nesta pequena cena e o padrão de profunda devoção em sua camaradagem subsequente é preparado." Naquela época, Crowther disse, Edge of the Cityfoi um "filme nítido e penetrante." Porém, com mais frequência, disse ele, Aurthur e Ritt "deixaram seu drama cair muito no padrão e na linguagem de um programa de televisão imitativo - um programa de televisão que imita o filme On the Waterfront."

### Bilheteria
A MGM atrasou o lançamento do filme porque não estava preocupada com o tema racial. No entanto, o filme foi lançado após receber ótimas críticas do público.
O filme não foi um sucesso comercial. Não foi exibido no sul dos Estados Unidos e foi recusado por muitos gestores de teatro por causa de sua representação de um relacionamento inter-racial. De acordo com os registros da MGM, o filme rendeu aluguéis de US$ 360.000 nos EUA e Canadá e US$ 400.000 em outros lugares, resultando em uma perda de US$ 125.000.[carece de fontes?]

### Legado
O crítico do Los Angeles Times, Dennis Lim, escrevendo em 2009, descreveu Edge of the City e Something of Value (1957) como "variações de uma antiga especialidade de Poitier, o filme de amigos negros e brancos, cujo exemplo mais vívido é talvez The Defiant Ones (1958) de Stanley Kramer", em que Poitier e Tony Curtis interpretavam condenados fugitivos algemados um ao outro.
Uma história dos afro-americanos no cinema, publicada originalmente pelo autor Donald Bogle em 1973, criticou a representação de Poitier, referindo-se a ele como retratando um "negro incolor" com "pouco suco étnico no sangue". A cena de sua morte é descrita como seguindo a tradição do "escravo moribundo contente por ter servido à massa". Bogle escreve que a "lealdade de Poitier aos Cassavetes brancos o destrói tanto quanto a firmeza do velho escravo o manteve acorrentado."